# Пригородный (Тамбовская область)
Пригородный — посёлок в Моршанском районе Тамбовской области России. 
Входит в Крюковский сельсовет.

## География
Расположен на реке Цна, на южной границе города Моршанск, и в 79 км к северу от центра Тамбова.
На юге примыкает к селу Крюково.

## Население
| 2002 | 2010  |
| ---- | ----- |
| 1142 | ↘1054 |

Согласно результатам переписи 2002 года, в национальной структуре населения русские составляли 97 % от жителей.